# Якиманская полицейская часть
Якима́нская полицейская часть (до 1797 года 4-я часть, позднее 5-я часть) — бывшая административно-территориальная единица в составе Москвы, существовавшая в 1782—1917 годах. Включала в себя северо-западную часть Замоскворечья, в основном внутри Земляного города.

## История
4-я полицейская часть образована при административной реформе 1782 года, проведённой после принятия «Устава благочиния». До этого, начиная с 1720-х гг., западная часть Замоскворечья вплоть до Донского монастыря относилась к 11-й полицейской команде. В 1797 году была переименована в Якиманскую часть. Упразднена в 1917 году наряду с остальными частями, территория вошла в состав Замоскворецкого района. Историческая территория части в основном совпадает с территорией современного района Якиманка.

## Описание
Территория была ограничена: с севера и запада — Москвой-рекой, с юга — Садовым кольцом (после расширения в южном направлении в конце XIX века — Титовским проездом, Ризположенским, Конным и Арсеньевским переулками), с востока — Большой Ордынкой (после расширения на юг — также Малой Серпуховской улицей) и улицей Балчуг (позднее — Болотной улицей и Фалеевским переулком). Согласно «Указателю Москвы» 1793 года, основными улицами части были Большая Ордынка, Малая Ордынка, Космодемьянская, Малая Якиманская, Большая Якиманская.
В середине XIX века состояла из 6 кварталов. 1-й квартал располагался между Москвой-рекой и Водоотводным каналом от Москворецкого моста, включая Винный двор. 2-й квартал ограничивался каналом, Большой Ордынкой и Толмачёвским переулком. 3-й квартал располагался по Большой Космодемьянской улице и Большой Ордынке, включая церковь Георгия Неокесарийского. 4-й квартал находился между Петропавловским переулком, Большой Ордынкой и Серпуховскими воротами, включая Якиманский съезжий дом. 5-й квартал располагался между Крымским мостом, Калужскими воротами и Бабьим городком. 6-й квартал включал Полянский рынок, примыкал к Малому Каменному мосту и Водоотводному каналу.
После полицейской реформы 1881 года делилась на 2 участка (1-й и 2-й Якиманский). 1-й участок занимал северную часть до 1-го Бабьегородского, 1-го Хвостова и 1-го Казачьего переулков, 2-й участок располагался южнее линии этих переулков.

## Административное здание

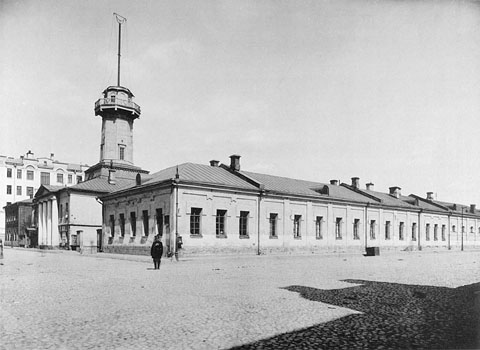
Якиманский полицейский дом. Фото из «Альбома зданий, принадлежащих Московскому Городскому Общественному Управлению» (1913)

Здания Якиманской части, где располагались полицейская и пожарная команды, находились по адресу: Казанский переулок, дома 15, 17, 19, в квартале между Казанским тупиком и Житной улицей. Не сохранилось, сейчас на этом месте парковка перед зданием Министерства юстиции РФ, построенным в 1981 году.